# Шнайдер, Курт (психиатр)
Курт Шна́йдер (нем. Kurt Schneider; 7 января 1887, Крайльсхайм — 27 октября 1967, Хайдельберг) — немецкий психиатр и патопсихолог..

## Биография
Курт Шнайдер родился в немецком городе Крайльсхайм, Королевства Вюртемберг. Медицинское образование получил в университетах Тюбингена и Берлина. Во время Первой мировой войны проходил службу в армии, после её окончания получил специализацию по психиатрии. В 1931 году Шнайдер становится директором «Немецкого института психиатрических исследований», который ранее был основан Эмилем Крепелиным.
После прихода к власти нацистской партии, которая начала проводить евгенические программы в рамках «предотвращения вырождения немецкого народа как представителя арийской расы», используя как базы психиатрические больницы и психиатрию в целом (в частности, Программа Т-4), Курт Шнайдер, испытывая отвращение к действиям нацистов, подаёт в отставку с поста директора и после начала Второй мировой войны уходит на фронт в качестве военного врача. После войны как врач, не замешанный в военных преступлениях, в 1945 году был назначен на должность декана медицинской школы в Гейдельбергском университете, пробыв на этом посту до своей отставки в 1955 году.

## Научная деятельность
Считается представителем феноменологического направления в психиатрии. В своём труде «Психопатические личности» (нем. Die psychopathischen Personlichkeiten, 1923 год) дал практический признак «психопатических личностей как таких ненормальных личностей, от ненормальности которых страдает либо они сами, либо их окружение».
Предложил общую эмпирическую номенклатуру психопатий (которые он рассматривал как эндогенно обусловленные), выделяя — на основе наиболее ярко проявляющихся черт — гипертимных, депрессивных, неуверенных в себе, фанатических, тщеславных, лабильных, взрывных, равнодушных, безвольных, астеничных психопатов.
Трактовал религиозность как психическое отклонение.

### Вклад в изучение шизофрении
Он сделал попытку определить шизофрению как патологическое изменение личности и мировоззрения, а не как нозологическую единицу. Им был описан ряд характерных симптомов шизофрении.
Психотические симптомы, определённые Шнайдером как патогномоничные для шизофрении (так называемые «симптомы первого ранга», или «шнайдеровские симптомы первого ранга»), вошли в современную диагностическую классификацию психических расстройств МКБ-10 как позитивные симптомы шизофрении. Он описал феномен, когда психически больной воспринимает то, что он ощущает, как исходящее не от него самого, а происходящее извне, навязанное ему другими. Данному феномену классическая психиатрия дала наименование «ксенопатия».
В 1930-е годы К. Шнайдер разрабатывал критерии шизофрении и в итоге выделил 11 «симптомов первого ранга», которые он считал патогномоничными симптомами для данного психического расстройства. Однако в дальнейшем специфичность данных симптомов из-за того, что они встречаются при биполярном аффективном расстройстве, была поставлена под сомнение. После систематизации Шнайдер оставил только 5 больших групп продуктивных симптомов: открытость мыслей, слуховые галлюцинации, чувство воздействия, чувство отчуждения и бредовое восприятие:
| Шизофренические симптомы первого ранга по К. Шнайдеру | Шизофренические симптомы первого ранга по К. Шнайдеру | Шизофренические симптомы первого ранга по К. Шнайдеру | Шизофренические симптомы первого ранга по К. Шнайдеру | Шизофренические симптомы первого ранга по К. Шнайдеру |
| ----------------------------------------------------- | --- | --- | --- | --- |
| Открытость мыслей                                     | Ощущение, будто бы мысли слышны на расстоянии. | Ощущение, будто бы мысли слышны на расстоянии. | Ощущение, будто бы мысли слышны на расстоянии. | Ощущение, будто бы мысли слышны на расстоянии. |
| Слуховые галлюцинации                                 | Ясно слышимые «голоса» (псевдогаллюцинации), произносящие мысли и комментирующие действия больного шизофренией. Больной может «слышать» длинные или короткие фразы, шёпот или невнятное бормотание и тому подобное. | Ясно слышимые «голоса» (псевдогаллюцинации), произносящие мысли и комментирующие действия больного шизофренией. Больной может «слышать» длинные или короткие фразы, шёпот или невнятное бормотание и тому подобное. | Ясно слышимые «голоса» (псевдогаллюцинации), произносящие мысли и комментирующие действия больного шизофренией. Больной может «слышать» длинные или короткие фразы, шёпот или невнятное бормотание и тому подобное. | Ясно слышимые «голоса» (псевдогаллюцинации), произносящие мысли и комментирующие действия больного шизофренией. Больной может «слышать» длинные или короткие фразы, шёпот или невнятное бормотание и тому подобное. |
| Чувство воздействия                                   | Ощущение, будто чувства и мысли навязаны некими внешними силами, например с помощью особых «аппаратов», «механизмов».                                                                                               | Ощущение, будто чувства и мысли навязаны некими внешними силами, например с помощью особых «аппаратов», «механизмов».                                                                                               | Ощущение, будто чувства и мысли навязаны некими внешними силами, например с помощью особых «аппаратов», «механизмов».                                                                                               | Ощущение, будто чувства и мысли навязаны некими внешними силами, например с помощью особых «аппаратов», «механизмов».                                                                                               |
| Чувство отчуждения                                    | Ощущение, будто мысли исходят из неких внешних источников и не принадлежат больному. | Ощущение, будто мысли исходят из неких внешних источников и не принадлежат больному. | Ощущение, будто мысли исходят из неких внешних источников и не принадлежат больному. | Ощущение, будто мысли исходят из неких внешних источников и не принадлежат больному. |
| Бредовое восприятие                                   | Организация реального восприятия в специальную (бредовую) систему, которая зачастую приводит к ложным убеждениям и вызывает конфликт с реальностью.                                                                 | Организация реального восприятия в специальную (бредовую) систему, которая зачастую приводит к ложным убеждениям и вызывает конфликт с реальностью.                                                                 | Организация реального восприятия в специальную (бредовую) систему, которая зачастую приводит к ложным убеждениям и вызывает конфликт с реальностью.                                                                 | Организация реального восприятия в специальную (бредовую) систему, которая зачастую приводит к ложным убеждениям и вызывает конфликт с реальностью.                                                                 |

«Симптомы первого ранга» названы так, по словам, Шнайдера:

…не потому, что мы рассматриваем их в качестве основных расстройств, а потому, что эти симптомы обладают сами по себе особой ценностью при установлении диагноза шизофрении… Для диагностики шизофрении не обязательно наличие этих симптомов.

К «симптомам второго ранга» им были отнесены внезапные бредовые идеи, галлюцинации иного типа, растерянность, эмоциональное притупление, смена депрессивных и эйфорических настроений. Выделение этих симптомов из полиморфной клинической картины шизофрении базировалось на феноменологическом подходе Карла Ясперса.

### Психопатические личности
Курт Шнайдер (1923) выделял 10 типов психопатических личностей:
- Депрессивные (нем. Depressiven) — пессимисты и сомневающиеся в наличии смысла жизни скептики. Имеют склонность к утонченному эстетизму, изысканности и самоистязанию, которая приукрашивает внутреннюю безотрадность. Они страдают от более или менее продолжительного подавленного настроения, обычно всё воспринимают в омрачённом свете и во всём видят оборотную сторону. Некоторым депрессивным личностям свойственно высокомерие и насмешки над людьми внутренне «лёгкими» и простыми. Себя они ощущают как страдальцев, стоящих выше других, как аристократов.
- Гипертимики (нем. Hyperthymischen) — активные личности люди с весёлым характером, живым сангвиническим темпераментом, добродушные оптимисты, спорщики, возбудимые. Склонны к активному вмешиванию в чужие дела. Из негативных качеств можно отметить некритичность, невнимательность, малая надёжность, также они легко поддаются чужому влиянию.
- Эмоционально лабильные (нем. Stimmungslabilen) — личности с неустойчивым настроением, склонные к его неожиданным сменам.
- Ищущие признания (нем. Geltungsbedürftigen) — эксцентричные и тщеславные люди, которые стремятся казаться значительнее, чем они есть на самом деле. Эксцентричность служит для того, чтобы привлечь к себе внимание, ради этого они выражают самые необычные мнения и совершают самые необычные поступки.
- Эксплозивные (нем. Explosiblen) — легко возбудимые, раздражительные, вспыльчивые личности. Они часто по самому незначительному поводу «вскипают». По Э. Кречмеру, их реакции — это примитивные реакции. Их задевает любое сказанное наперекор слово, и прежде чем они осознают его смысл, следует реакция в виде стремительно-бурной формы насилия или оскорбительного возражения.
- Бездушные или бесчувственные (нем. Gemütlosen) — личности, которые лишены чувства стыда, сострадания, чести, угрызений совести. Они мрачны и угрюмы, а их поступки инстинктивны и грубы.
- Безвольные (нем. Willenenslosen) — неустойчивые личности, которые подвержены как положительным, так и отрицательным влияниям, они просто не оказывают сопротивления никакому влиянию.
- Неуверенные в себе (нем. Selbstunsicheren) — скованные, тревожно неуверенные и застенчивые личности. Могут скрывать эти черты чрезмерно дерзкой и смелой манерой поведения. Внутреннее нерешительны и часто слегка депрессивны.
- Фанатичные (нем. Fanatischen) — экспансивные и активные личности, бывают захвачены сверхценными комплексами мыслей личного или идейного характера, склонные к борьбе за свои законные или воображаемые права. Иногда у экспансивных фанатиков проявляются параноидные проявления, выходящие за рамки обычной подозрительности. Также бывают вялые фанатики, чудаки «фантазийного плана», отрешённые от действительности, с характером менее или совсем не борцовским, как, к примеру, многие сектанты.
- Астенические (нем. Asthenenischen) — личности, которым свойственны затруднения в концентрации внимания, низкая работоспособность, плохая память, бессонница, повышенная утомляемость. Остро ощущают душевную и психическую недостаточность. В дальнейшем некоторые астеники жалуются на чувство отчуждённости, нереальность мира и всех ощущений (состояния, по описанию напоминающие дереализацию). Все эти состояния не всегда, но зачастую бывают вызваны самоанализом. Астеник постоянно занимается самоанализом и заглядывает внутрь себя, им свойственно искать любые неполадки в работе организма, и они жалуются врачам на состояние своего организма. Стоит отметить, что «астеническая психопатия» не имеет отношения к «астеническому телосложению», так называемому лептосомному телосложению.

## Основные работы
- 1909 Exogenous Psychoses. («Экзогенные психозы»)
- 1923 Die psychopathischen Persönlichkeiten. («Психопатические личности»)
- 1924 Der triebhafte und der bewußte Mensch. («Инстинктивный и сознательный человек»)
- 1947 Die Psychiatrie und die Fakultäten. («Психиатрия и факультеты»)
- 1946 Beiträge zur Psychiatrie. («Вклады в психиатрию»)
- 1950 Klinische Psychopathologie. («Клиническая психопатология»)
- 1950 Gedichte. («Стихи»)
- 1952 Psychiatrie heute. («Психиатрия сегодня»)
- 1953 Die Beurteilung der Zurechnungsfähigkeit. («Оценка здравомыслия»)

## Публикации на русском
- Шнайдер К. Клиническая психопатология / С комм. Г. Хубер, Г. Гросс. — 14-е изд. — М.: Сфера, 1999. — 296 с.